# Lexi Underwood
Lexi Underwood, född 28 augusti 2003 i Cheverly, Maryland, är en amerikansk skådespelare.
Underwood har bland annat medverkat i TV-serierna Återförenade från 2019, The First Lady från 2022 och Cruel Summer från 2023. Hon har även medverkat i filmen Sneakerella från 2022.

## Filmografi (i urval)
- 2019: Återförenade
- 2020 – Små eldar överallt (TV-serie)
- 2022: The First Lady
- 2022: Sneakerella
- 2023: Cruel Summer